# Carol Sutton (actrice)
Pour les articles homonymes, voir Carol Sutton (homonymie).
Carol Sutton est une actrice américaine, née le 3 décembre 1944 à La Nouvelle-Orléans et morte le 10 décembre 2020 dans la même ville,,. Elle se fait connaître grâce aux longs métrages Potins de femmes (1989), À l'ombre de la haine (2001) et Ray (2004).

## Biographie

### Enfance et formations
Carol Sutton naît en décembre 1944 à La Nouvelle-Orléans, en Louisiane.
Elle assiste à la Xavier University Preparatory School, et s'inscrit à l'université Xavier : elle abandonne ses études, juste après son mariage avec le joueur de football américain Archie Sutton. Elle travaille pour Total Community Action (en), une association sans but lucratif pour le gouvernement fédéral du président Kennedy, dans sa ville natale, et obtient une certification du développement des tout-petits à la Texas Southern University à Houston.

### Carrière
Au début des années 1970, Carol Sutton commence sa carrière d'actrice à l'université Dillard et joue dans des théâtres de La Nouvelle-Orléans,.

### Vie privée
Carol Sutton se marie au joueur de football américain Archie Sutton, et divorce plus tard.

### Mort
Carol Sutton meurt le 10 décembre 2020, de complications liées au COVID-19 en pleine pandémie à La Nouvelle Orléans, à l'âge de 76 ans — 7 jours après son anniversaire,,. Elle est inhumée au cimetière de Mount Olivet à La Nouvelle Orléans, en Louisiane.

## Filmographie

### Longs métrages
- 1976 : Sounder, Part 2 de William A. Graham
- 1978 : Reflets (Mirrors) de Noel Black : la femme parfumée
- 1982 : Cane River de Horace Jenkins : Mlle Mathis
- 1984 : Big Easy : Le Flic de mon cœur (The Big Easy) de Jim McBride :  la juge
- 1989 : Potins de femmes (Steel Magnolias) de Herbert Ross : Pam, l'infirmière
- 1991 : Convicts de Peter Masterson : Lena
- 1993 : L'Affaire Pélican (The Pelican Brief) d’Alan J. Pakula : la policière de La Nouvelle Orléans
- 1994 : Heart of Stone de Richard Polite : la juge (vidéo)
- 1995 : Candyman 2 (Candyman: Farewell to the Flesh) de Bill Condon : la femme en colère
- 1997 : Le Secret du bayou (Eve's Bayou) de Kasi Lemmons : Mme Renard
- 2001 : Séduction fatale (Tempted) de Bill Bennett : Steffie, la servante de LeBlanc
- 2001 : À l'ombre de la haine (Monster's Ball) de Marc Forster : Mme Guillermo
- 2002 : En eaux troubles (The Badge) de Robby Henson : la pharmacienne
- 2003 : Le Maître du jeu (Runaway Jury) de Gary Fleder : Lou Dell
- 2004 : Love Song (A Love Song for Bobby Long) de Shainee Gabel : Ruthie
- 2004 : Ray de Taylor Hackford : Eula
- 2006 : Les Chemins du triomphe (Glory Road) de James Gartner : la vieille femme
- 2006 : Déjà vu de Tony Scott : la témoin survivante
- 2006 : Nola de Harold Sylvester : Bernice
- 2007 : Flakes (en) de Michael Lehmann : Miss Lucille
- 2007 : Respect (Pride) de Sunu Gonera : Ophelia, la mère d'Andre
- 2008 : Le Retour de Roscoe Jenkins (Welcome Home, Roscoe Jenkins) de Malcolm D. Lee : Mme Pearl
- 2008 : American Violet de Tim Disney : Charlise Leray
- 2008 : Abduction of Jesse Bookman de Ezra Gould : la sorcière
- 2008 : The Loss of a Teardrop Diamond de Jodie Markell : Susie
- 2010 : Father of Invention) de Trent Cooper
- 2010 : Le Dernier Exorcisme (The Last Exorcism) de Daniel Stamm : la commerçante
- 2010 : Un catcheur au grand cœur (Knucklehead) de Michael Watkins : la femme dans le bus
- 2011 : Amour, Mariage et Petits Tracas (Love, Wedding, Marriage) de Dermot Mulroney
- 2011 : La Couleur des sentiments (The Help) de Tate Taylor : Cora
- 2011 : Killer Joe de William Friedkin : la vendeuse
- 2011 : Inside Out d'Artie Mandelberg : l'ancienne femme
- 2011 : Jeff, Who Lives at Home de Jay Duplass et Mark Duplass : la femme âgée
- 2012 : 21 Jump Street de Phil Lord et Chris Miller
- 2013 : Robosapien: Rebooted de Sean McNamara : Mme Jacobs
- 2013 : C'est la fin (This Is the End) de Seth Rogen et Evan Goldberg : la caissière
- 2013 : From the Rough) de Pierre Bagley : Esther Samsen
- 2013 : White Rabbit) de Tim McCann : la libraire
- 2013 : Old Boy) de Spike Lee : Vera
- 2014 : Elsa & Fred de Michael Radford : l'employée d'une épicerie
- 2014 : La Planète des singes : L'Affrontement (Dawn of the Planet of the Apes) de Matt Reeves : la vieille femme
- 2014 : Braquage à l'américaine (American Heist) de Sarik Andreassian : l'otage
- 2014 : Catch Hell de Ryan Phillippe : Dolores
- 2014 : Les Maîtres du suspense de Stéphane Lapointe : la mambo
- 2015 : Bad Asses on the Bayou de Craig Moss : Lois Morgan (vidéo)
- 2015 : En cavale (Hot Pursuit) d'Anne Fletcher : Brenda
- 2015 : Nola Circus (N.O.L.A Circus) de Luc Annest : la psychiatre
- 2015 : Forgive and Forget d'Aaron Abdin et Ali Abdin : Catherine
- 2016 : Cold Moon de Griff Furst : Nina
- 2016 : Abattoir de Darren Lynn Bousman : Muriel
- 2016 : Wild Oats d'Andy Tennant : la femme en deuil
- 2017 : Camera Obscura d'Aaron B. Koontz : Dr Vogel
- 2017 : Kidnap de Luis Prieto : la voisine
- 2017 : Sex Guaranteed de Brad Barnes et Todd Barnes : une vieille femme
- 2018 : Out of Blue de Carol Morley : Mlle Tolkington
- 2019 : Juste pour rire (The Last Laugh) de Greg Pritikin : Gayle Johnson
- 2019 : Darlin' de Pollyanna McIntosh : Effie
- 2019 : Pom-Pom Ladies (Poms) de Zara Hayes : Ruby
- 2019 : Gothic Harvest d'Ashley Hamilton : Erzuline
- 2019 : Greyson Family Christmas de Lisa France : Hattie, la grand-mère

### Courts métrages
- 2007 : Quincy & Althea de Doug Lenox : Althea
- 2009 : Dixon's Girl de Fernando Rivero : Clora
- 2009 : In the Absence of Saints de Paul Catalanotto : Evelyn
- 2013 : Red Bean Monday de Craig Carter : Sally
- 2015 : Socialwerk de Nick Augusta Thompson : Mlle Betty
- 2016 : Plaquemines de Nailah Jefferson : Gam
- 2017 : Things with Feathers de Jalea Jackson
- 2019 : Raceland de Scott Bloom : Paula
- 2019 : Small Ball de Jake Torchin : Millie

### Téléfilms
- 1974 : The Autobiography of Miss Jane Pittman de John Korty : Vivian
- 1976 : Quand les abeilles attaqueront (The Savage Bees) de Bruce Geller : Mme Compher
- 1977 : Minstrel Man de William A. Graham : Tess
- 1987 : Colère en Louisiane (A Gathering of Old Men) de Volker Schlöndorff : Janey
- 1987 : La Case de l'oncle Tom (Uncle Tom's Cabin) de Stan Lathan : Lucy
- 1989 : The Outside Woman de Lou Antonio : l'agent de sécurité
- 1991 : Tueur sans gages (This Gun for Hire) de Lou Antonio : la gardienne
- 1991 : La Stratégie de l'infiltration (Doublecrossed) de Roger Young : l'huissière
- 1995 : Jake Lassiter: Justice on the Bayou de Peter Markle : la juge Hamill
- 1998 : Une âme sans repos (Rag and Bone) de James D. Parriott : Etta Parker
- 1999 : A Lesson Before Dying de Joseph Sargent : Thelma
- 2004 : Les Fantômes de l'amour (The Dead Will Tell) de Stephen T. Kay : Bakery Owner
- 2004 : La Maison des trahisons (The Madam's Family: The Truth About the Canal Street Brothel) de Ron Lagomarsino : Mme Aguillard
- 2004 : Un cœur pour David (Searching for David's Heart) de Paul Hoen : l'administratrice des dossiers
- 2007 : Mon combat pour la vérité (The Staircase Murders) de Tom McLoughlin : la présidente du jury
- 2008 : Front of the Class de Peter Werner : la secrétaire
- 2010 : Love & the City (Beauty & the Briefcase) de Gil Junger
- 2016 : Confirmation de Rick Famuyiwa : Erma Hill
- 2016 : Une amitié contre les préjugés (Showing Roots) de Michael Wilson : Rosadel
- 2018 : Bad Stepmother de Jeffery Scott Lando : Cara

### Séries télévisées
- 1984 : Allô Nelly bobo (Gimme a Break!) : l'hôtesse (saison 4, épisode 1 : New Orleans: Part 1)
- 1988 : Dans la chaleur de la nuit (In the Heat of the Night) : Macie Jones (2 épisodes)
- 1988 : Dans la chaleur de la nuit (In the Heat of the Night) : Lucille Jeffson (saison 1, épisode 7 : A Necessary Evil)
- 1993 : The Fire Next Time : Estelle (mini-série, épisode 1)
- 1996 : Flic de mon cœur (The Big Easy : la juge (saison 1, épisode 1 : Pilote)
- 1997 : Orléans (Orleans : Mary (saison 1, épisode 8 : Missing)
- 2001 : On the Road Again : Gloria Stevens (saison 1, épisode 14 : Lily of the Field)
- 2010 : Treme : Melba (2 épisodes)
- 2013 : American Horror Story : la femme noire (saison 3, épisode 6 : The Axeman Cometh)
- 2014 : True Detective : Mlle Delores (saison 1, épisode 7 : After You've Gone)
- 2015 : Scream Queens : la présidente du jury (saison 1, épisode 13 : The Final Girl(s))
- 2016 : Racines (Roots) : Mlle Malizy (mini-série, 2 épisodes)
- 2016 : Hidden America with Jonah Ray : Vanessa Watkins (saison 1, épisode 5 : New Orleans: Authenticity in the Big Easy)
- 2016 : Scream : la commerçante d'une droguerie (saison 2, épisode 7 : Let the Right One In)
- 2017 : Claws : une vieille (saison 1, épisode 4 : Fallout)
- 2017 : Trailer Park Boys: Out of the Park : la sorcière-doctrice (saison 2, épisode 4 : USA - New Orleans)
- 2019 : Queen Sugar : Martha Lavoisier (saison 4, épisode 9 : Stare at the Same Fires)
- 2019 : Hot Date : Angela (saison 2, épisode 1 : Apartment Hunting)
- 2020 : Messiah : la vieille femme à l'église Baptist (saison 1, épisode 7 : It Came to Pass as It Was Spoken)
- 2020 : Lovecraft Country : Mme Osberta (saison 1, épisode 7 : I Am.)
- 2021 : Outer Banks : l'arrière grand-mère de Pope (saison 2, épisode 6 : My Druthers)